# 格拉维纳-迪卡塔尼亚
格拉维纳-迪卡塔尼亚（義大利語：Gravina di Catania），是意大利西西里大区卡塔尼亞廣域市的一个市镇。总面积5平方公里，人口26,171人，人口密度5486.6人/平方公里（2013年）。ISTAT代码为087019。